# Фестиваль Лебовски

Постер второго фестиваля Лебовски, проходившего в 2003 году, дизайнер Билл Грин

Фестиваль Лебовски (англ. Lebowski Fest) — ежегодный фестиваль, организуемый фанатами фильма «Большой Лебовски», снятого братьями Коэн в 1998 году. Первое подобное мероприятие состоялось в Луисвилле, в день открытия на нём побывало всего 150 фанатов, но в будущем идею подхватили многие поклонники фильма по всей Америке, в результате чего действо распространилось по другим городам. Центральное место фестиваля занимает ночная неограниченная игра в боулинг, а также всевозможные викторины и костюмированные конкурсы. Праздник длится в течение уикенда, и обычно его предваряют предфестивальная ночная вечеринка и дневные гуляния на открытом воздухе, с живыми выступлениями музыкальных групп, сувенирными лавками и прочим. Нередко фестиваль посещают и знаменитости, принимавшие участие в создании фильма, например, однажды на фестиваль в Лос-Анджелесе приехал сам Джефф Бриджес. Первый фестиваль Лебовски описан в книге Майка Уолша «Bowling Across America», посвящённой американскому боулингу.
По состоянию на 2010 год фестиваль проводился уже восемь раз, кроме Луисвилла проходя в таких городах как Нью-Йорк, Лас-Вегас, Лос-Анджелес, Остин, Сиэтл, Чикаго, Сан-Франциско, с недавних пор охвачены Портленд и Бостон.
Организаторы фестиваля Лебовски Билл Грин, Скот Шаффитт, Бен Песко и Уилл Рассэл, кроме того, написали и выпустили книгу, посвящённую фильму — «I’m a Lebowski, You’re a Lebowski: Life, The Big Lebowski, and What Have You». Существует документальный фильм о фестивале под названием «The Achievers».
Британский эквивалент фестиваля Лебовский, известный под названием «The Dude Abides», ежегодно проводится в Лондоне.